# Hydrornis
A Hydrornis a madarak osztályának verébalakúak (Passeriformes) rendjébe és a pittafélék (Pittidae) családjába tartozó nem.
Besorolásuk vitatott, a nemet a Pitta nemből választották le, de elfogadása a szakértők között, még nem talált teljes elfogadásra a fajokat sorolják a régi nembe is.

## Rendszerezés
A nembe az alábbi 11 faj tartozik:
- füles pitta (Hydrornis phayrei vagy Anthocincla phayrei vagy Pitta phayrei)
- vörhenyes pitta (Hydrornis oatesi vagy Pitta oatesi)
- himalájai pitta (Hydrornis nipalensis vagy Pitta nipalensis)
- kékhátú pitta (Hydrornis soror vagy Pitta soror)
- óriáspitta (Hydrornis caerulea vagy Pitta caerulea)
- Schneider-pitta (Hydrornis schneideri vagy Pitta schneideri)
- koronás pitta (Hydrornis baudii vagy Pitta baudii)
- tűzpitta (Hydrornis guajana vagy Pitta guajana)
- kék pitta (Hydrornis cyanea vagy Pitta cyanea)
- zöldkoronás pitta (Hydrornis elliotii vagy Pitta elliotii)
- sziámi pitta (Hydrornis gurneyi vagy Pitta gurneyi)